# Brown of Harvard (film 1911)
Brown of Harvard è un cortometraggio muto del 1911 diretto da Colin Campbell.

## Produzione
Il film fu prodotto dalla Selig Polyscope Company.

## Distribuzione
Distribuito dalla General Film Company, il film - un cortometraggio in una bobina - uscì nelle sale cinematografiche statunitensi il 21 dicembre 1911.